# 토마스 빈터베르
토마스 빈터베르(Thomas Vinterberg, 1969년 5월 19일 ~ )는 덴마크의 영화 감독이다. 라르스 폰 트리어와 함께 도그마 95 선언을 하였다.

## 작품 목록
- Sneblind (1990, 단편)
- Sidste omgang (1993, 단편)
- Drengen der gik baglæns (1994, 단편)
- De største helte (1996)
- 셀레브레이션 (1998)
- 더 써드 라이 (2000)
- 올 어바웃 러브 (2003)
- 디어 웬디 (2005)
- En mand kommer hjem (2007)
- 서브마리노 (2010)
- 더 헌트 (2012)
- 성난 군중으로부터 멀리 (2015)
- 사랑의 시대 (2016)
- 쿠르스크 (2018)
- 어나더 라운드 (2020)